# Медовчик
Медо́вчик (Pycnopygius) — рід горобцеподібних птахів родини медолюбових (Meliphagidae). Представники цього роду є ендеміками Нової Гвінеї.

## Види
Виділяють три види:
- Медовчик сірий (Pycnopygius cinereus)
- Медовчик новогвінейський (Pycnopygius ixoides)
- Медовчик темноголовий (Pycnopygius stictocephalus)

## Етимологія
Наукова назва роду Pycnopygius походить від сполучення слів дав.-гр. πυκνος — товстий і πυγιος — зад.